# SZ–56
Az SZ–56 egy SZ típusú, IX-bisz sorozatú szovjet dízel-elektromos tengeralattjáró a második világháború idejéből.

## Története
Építését 1936. november 24-én kezdték a leningrádi 194. sz. hajógyárban (Szudomeh). Félkész állapotban vasúton átszállították a vlagyivosztoki 202. sz. hajógyárba (Dalzavod), építését ott fejezték be. 1939. december 25-én bocsátották vízre Vlagyivosztokban.  1941. október 20-án állították hadrendbe, majd október 31-én csatlakozott a szovjet Csendes-óceáni Flottához.

### Harci alkalmazása
1942. október 5-én az SZ–56-ot két másik egységgel (SZ–54, SZ–55) az Északi Flottához vezényelték. Az SZ–56 Grigorij Scsedrin parancsnoksága alatt a Csendes-óceánon, majd a Panama-csatornán és az Atlanti-óceánon áthajózva 2220 órás, közel 31 ezer km-es út után érkezett meg új állomáshelyére, Poljarnijba. A hajó 1943. március 8-án csatlakozott az Északi Flottához.
A második világháború alatt az SZ–56 nyolc (más adatok szerint hét) harci bevetést hajtott végre. A második világháború legeredményesebb szovjet tengeralattjárója volt. Ennek során 13 támadást, 30 torpedóindítást hajtott végre, összesen négy hajót (két hadihajót, két szállítóhajót) süllyesztett el, egyet megrongált.  Bevetései során több mint 3 ezer vízibombát dobott le. 1944. március 31-én a hajót a Vörös Zászló érdemrenddel tüntették ki, majd 1945. február 23-án gárda-címet kapott.

### A második világháború után
A második világháború után több évig továbbra is az Északi Flotta állományában szolgált. 1953-ban az északi tengeri útvonalon visszatért Vlagyivosztokba. 1953. november 6-án csatlakozott a Csendes-óceáni Flottához.
1955. március 14-én kivonták az aktív szolgálatból, fegyverzetét leszerelték, ezután úszó ellátó állomásként használták tovább. 1955. június 13-án átnevezték, a PZSZ–55 jelzést kapta, majd 1957. január 12-én egy ismételt átnevezés után a ZASZ–8 jelzést kapta. 1960. április 20-tól kiképző-gyakorló állomásként használták, szeptember 15-én pedig átnevezték UTSZ–14-re.
1975-ben múzeumhajóként Vlagyivosztokban, a szovjet Csendes-óceáni Flotta parancsnoksága előtt állították ki. A második világháborús győzelem 30. évfordulóján, 1975. május 9-én avatták fel.

## Bevetései
- 1943. március 31. – 1943. április 19.
- 1943. július 11. – 1943. július 21
- 1943. május 14. – 1943. május 29.
- 1944. január [18. – 1944. február 4.
- 1944. február 20. – 1944. március 7.
- 1944. május 16. – 1944. május 31.
- 1944. július 11. – 1944. július 22.
- 1944. szeptember 16. – 1944. szeptember 27.

## Elsüllyesztett hajók
- Eurostadt tankhajó (1118 BRT) – 1943. május 17.
- M 346 aknakereső hajó (551 BRT) – 1943. július 7.
- Ki 09 kísérőhajó 446 BRT) – 1943. július 19.
- Heindrich Schulte szállítóhajó (5056 BRT) – 1944. január 28.
- Wartheland szállítóhajó (5096 BRT) – 1944. május 17., a torpedó nem robbant fel, a hajó csak megrongálódott

## Külső hivatkozások
- Az SZ–56 a Museum.ru-n (oroszul)